# 秋收起义文家市会师旧址
秋收起义文家市会师旧址坐落在湖南省浏阳市文家市镇镇西头，也称“里仁学校”。旧址南北朝向，经历了修缮复原，占地面积5000多平方米。

## 沿革
1841年（清朝道光二十一年），里仁學堂建立。
1912年，学校改称“里仁學校”。
1927年9月19日以毛泽东为首领导的湘赣边区秋收起义进攻中心城市失利之后，各路部队在文家市会师的地点。
1961年3月，国务院公布为全国重点文物保护单位。
1977年，里仁学校西侧建有“秋收起义文家市会师纪念馆”，藏有有关文献、照片和实物。2014年，被浏阳市旅游局评选为“浏阳新八景”之一。2020年12月21日，中国博物馆协会公布秋收起义文家市会师纪念馆晋升国家二级博物馆。